# Ocotea ottoschmidtii
Ocotea ottoschmidtii är en lagerväxtart som beskrevs av Macbride. Ocotea ottoschmidtii ingår i släktet Ocotea och familjen lagerväxter. Inga underarter finns listade i Catalogue of Life.